# ニコラ・シャルル・セランジュ
ニコラ・シャルル・セランジュ（Nicolas Charles Seringe 、1776年12月3日 – 1858年12月29日）は、フランスの医師、植物学者である。

## 略歴
エソンヌ県のロンジュモーに生まれた。パリで医学を学び、軍医となり、ナポレオン戦争ではジャン・ヴィクトル・マリー・モローの部隊で働いた。その後、軍を離れ、ベルンに移り、ベルンでは植物学に興味を持った。1801年からベルンで教え始め、1820年からジュネーブで教えた。1830年からリヨンの植物園の園長となり、リヨン大学で教えた。リヨンにリヨン・リンネ協会を設立し、設立メンバーとなるなどいくつかの学会に属した。
1815年のスイス原産のヤナギ科の植物のモノグラフや"Monographie des céréales de la Suisse" (「スイスの穀類についてのモノグラフ」:1818年)や、"Descriptions et figures des céréales européennes" (「ヨーロッパの穀類の説明と図」:1841年)などの著書がある。
アオイ科の属名、Seringiaに献名されている。